# Eosentomon wygodzinskyi
Eosentomon wygodzinskyi – gatunek pierwogonka z rzędu Eosentomata i rodziny Eosentomidae.

## Taksonomia
Gatunek ten opisany został w 1950 roku przez F. Boneta i nazwany na cześć P. Wygodzińskiego, specjalisty od szczeciogonków. 

## Opis
Długość wyciągniętego ciała 1100 μm (1,1 mm). Długość przedniej stopy mierzonej bez pazurka 97 μm. Narządy gębowe typu eosentomidalnego. Żuwaczki zakończone trzema małymi ząbkami. Szczecinki labrum obecne. Apodemy nadustka z dobrze rozwiniętym połączeniem przednim. Pseudooczka okrągłe ze środkową globulą. Przednie stopy z kompletem sensillów. Empodium przednich stóp 0,9 razy długości pazurka. Empodium stóp środkowych i tylnych długości poniżej 1/5 pazurka. Kolce stóp tylnych wyraźne. Chetotaksja odwłoka tego gatunku wyróżnia się spośród innych nowozelandzkich korczyków (Eosentomon sp.) tym, że sterna odwłokowe IX i X mają po 4 szczecinki, tergum VII ma 2 przednie, XI ma wszystkich 8, a tergum X nie ma żadnej. Łuska genitalna (squama genitalis) z wyrostkiem caput processus kształtem przypominającym kaczą głowę, kwadratowo zgiętym naprzeciw linii środkowej, wyrostkiem corpus processus z wcięciem, a wyrostkiem filum processus długim i smukłym.
|         | I                                | II, III                           | IV                                | V, VI                            | VII                              | VIII                            | IX                | X                 | XI                | telson             |
| ------- | -------------------------------- | --------------------------------- | --------------------------------- | -------------------------------- | -------------------------------- | ------------------------------- | ----------------- | ----------------- | ----------------- | ------------------ |
| terga:  | {\displaystyle {\tfrac {4}{10}}} | {\displaystyle {\tfrac {10}{16}}} | {\displaystyle {\tfrac {10}{16}}} | {\displaystyle {\tfrac {4}{16}}} | {\displaystyle {\tfrac {2}{16}}} | {\displaystyle {\tfrac {6}{9}}} | {\displaystyle 8} | {\displaystyle 0} | {\displaystyle 8} | {\displaystyle 9}  |
| sterna: | {\displaystyle {\tfrac {4}{4}}}  | {\displaystyle {\tfrac {6}{4}}}   | {\displaystyle {\tfrac {6}{10}}}  | {\displaystyle {\tfrac {6}{10}}} | {\displaystyle {\tfrac {6}{10}}} | {\displaystyle 7}               | {\displaystyle 4} | {\displaystyle 4} | {\displaystyle 8} | {\displaystyle 12} |

## Występowanie
Występowanie gatunku stwierdzono w Brazylii, na Nowej Zelandii, Nowych Hebrydach, Filipinach, Wyspach Salomona i Seszelach.